# Els Pacs
Els Pacs és una partida del terme municipal de la Torre de Cabdella, dins de l'antic terme de Mont-ros, al Pallars Jussà.
Està situada al sud del poble de Paüls de Flamisell, en el contrafort septentrional del Serrat de Rascars, a ponent del Cap de la Ginebrera i a llevant del Serrat Roi. És a ponent de la Matosa.